# Matteo Markus Bok
Matteo Markus Bok – niemiecko-włoski piosenkarz wykonujący muzykę pop.
Oprócz języka niemieckiego i włoskiego włada biegle językiem angielskim i hiszpańskim. W wieku dziewięciu lat pojawił się w niemieckim musicalu Król Lew jako Simba. W 2016 roku wziął udział w castingu do Sat.1 The Voice Kids. Doszedł do finału, ale nie został wyłoniony do publicznego głosowania widzów przez Lenę Meyer-Landrut.

## Kariera
Po The Voice Kids kontynuował swoje muzyczne zobowiązanie i opublikował włoski tytuł E 'diventata primavera. Następnie brał udział w różnych festiwalach folklorystycznych, np. W Tann (Rhön), Vöhringen i Gelsenkirchen. Następnie w gali fundacji ZDF "Serce dla dzieci" w dniu 3 grudnia 2016 r. oraz był uczestnikiem 8 edycji "Italia's Got Talent" wiosną 2017 r., gdzie doszedł do 1 półfinału. Jego życie można śledzić w mediach społecznościowych, takich jak YouTube, Facebook, Twitter, Snapchat i Instagram, ma stale rosnącą liczbę fanów. Gra również na gitarze i pianinie. Na początku 2017 roku pod swoje skrzydła zabrał go niemiecki producent Oliver deVille. 12 maja 2017 r. Bok wydał swój pierwszy singiel "Just One Lie", z którą przez tydzień podróżował po Niemczech. Tytuł był pierwszy na listach przebojów. 11 czerwca 2017 roku wystąpił z tą piosenką w ZDF Fernsehgarten. Towarzyszyło mu około tysiąc tancerzy. We wrześniu 2017 roku został wydany teledysk Miracle. Jego drugi singiel Sunshower został wydany 6 października 2017 roku. Na Boże Narodzenie 2017 wyszedł singiel This Christmas. W wersji niemieckiej pojawił się w MDR show Christmas 23 grudnia 2017 r. Końcem stycznia, a początkiem lutego 2018 roku Matteo Markus Bok pojawił się w inauguracyjnym akcie Soy Luny we Włoszech. Matteo pojawił się również na niemieckiej trasie koncertowej Soy Luna jako Support.
W dniu 9 czerwca 2018 roku zaprezentował i zaśpiewał swój nowy singiel "El Ritmo" (AHI AHI AHI) na Nickelodeon Slime Fest Italy 2018, w parku rozrywki Mirabilandia. Tytuł ten, napisany przez niego, zawiera tekst w języku angielskim i hiszpańskim. Teledysk został wyprodukowany we Włoszech. Latem 2018 roku odbyło się kilka spotkań fanowskich w Canazei pod tytułem MyIdolCamp. W październiku tego samego roku ukazał się kolejny tytuł "In The Middle" wraz z klipem wideo.

## Życie Prywatne
Matteo mieszka w Mediolanie i uczęszczał do Collegio San Carlo do lata 2017, który z powodzeniem ukończył. Następnie przeniósł się do American School of Milan.

## Dyskografia
Na podstawie oficjalnej strony wykonawcy.

### Single
- 2017: Just One Lie (12 maja 2017)
- 2017: Miracle (9 sierpnia 2017)
- 2017: Sunshower (6 października 2017)
- 2017: This Christmas (14 grudnia 2017)
- 2018: El Ritmo (AHI AHI AHI) (8 czerwca 2018)
- 2018: In The Middle (6 listopada 2018)
- 2018: Mrs Lonely (22 grudnia 2018)
- 2019: Besos Besos (19 kwietnia 2019)